# Maltulose
Le maltulose est un diholoside constitué de glucose et de fructose liés par une liaison osidique ; il s'agit plus précisément du 1-α-D-glucopyranosyl-4-D-fructofuranose. Il peut être obtenu à partir d'hydrolysat de l'amidon de maïs par l'α-amylase.
Le maltose des aliments est converti naturellement en maltulose lors de leur cuisson à haute température, de sorte qu'un ratio maltose / maltulose élevé est un bon indicateur d'une cuisson douce à température modérée,.